# Моніка Машталіржова
Моніка Машталіржова (чеськ. Monika Maštalířová; нар. 22 січня 1977) — колишня чеська тенісистка.
Найвищу одиночну позицію світового рейтингу — 412 місце досягла 1 серпня 1994, парну — 178 місце — 18 травня 1998 року.
Здобула 1 одиночний та 10 парних титулів.

## Фінали ITF
| турніри $25,000 |
| турніри $10,000 |

### Одиночний розряд: 4 (1–3)
| Результат | Ранг | Дата           | Турнір            | Покриття | Суперниця           | Рахунок            |
| --------- | ---- | -------------- | ----------------- | -------- | ------------------- | ------------------ |
| Поразка   | 1.   | 7 червня 1993  | Пловдив, Болгарія | Ґрунт    | Лаура Монтальво     | 0–6, 4–6, 4–6      |
| Перемога  | 1.   | 30 травня 1994 | Пловдив, Болгарія | Ґрунт    | Дора Джилянова      | 6–2, 6–4           |
| Поразка   | 2.   | 12 червня 1994 | Бургас, Болгарія  | Ґрунт    | Каролін Денін       | 6–1, 0–6, 6–7(7–4) |
| Поразка   | 3.   | 12 червня 1995 | Битом, Польща     | Ґрунт    | Євгенія Куликовська | 4–6, 2–6           |

### Парний розряд: 18 (10–8)
| Результат | Ранг | Дата              | Турнір                          | Покриття | Партнерка          | Суперниці                              | Рахунок                 |
| --------- | ---- | ----------------- | ------------------------------- | -------- | ------------------ | -------------------------------------- | ----------------------- |
| Поразка   | 1.   | 12 червня 1994    | Бургас, Болгарія                | Ґрунт    | Ангеліна Петрова   | Каролін Денін Наталья Войнович         | 4–6, 7–6(7–5), 6–7(4–7) |
| Перемога  | 1.   | 15 травня 1995    | Пряшів, Словаччина              | Ґрунт    | Ева Ербова         | Катарина Валкьова Анна Белень-Жарська  | 6–3, 7–5                |
| Перемога  | 2.   | 17 липня 1995     | Торунь, Польща                  | Ґрунт    | Наталія Немчинова  | Яна Мацурова Мілена Неквапілова        | 6–3, 7–6                |
| Поразка   | 2.   | 7 серпня 1995     | Падерборн, Німеччина            | Ґрунт    | Анна Лінкова       | Мілена Неквапілова Силва Несвадбова    | 1–6, 4–6                |
| Перемога  | 3.   | 13 травня 1996    | Пряшів, Словаччина              | Ґрунт    | Теодора Недева     | Людмила Черванова Мартіна Неделькова   | 6–4, 6–3                |
| Поразка   | 3.   | 28 липня 1996     | Вальядолід, Іспанія             | Тверде   | Мілена Неквапілова | Ширі Бурштейн Лімор Габай              | 2–6, 4–6                |
| Перемога  | 4.   | 5 серпня 1996     | Падерборн, Німеччина            | Ґрунт    | Силва Несвадбова   | Івана Гаврлікова Деніса Соботкова      | 6–3, 3–6, 6–1           |
| Поразка   | 4.   | 25 січня 1997     | Стамбул, Туреччина              | Тверде   | Мілена Неквапілова | Яна Ондроухова Гана Шромова            | 2–6, 1–6                |
| Перемога  | 5.   | 8 вересня 1997    | Ла-Пас, Болівія                 | Ґрунт    | Карін Пальме       | Маріана Лопес Паласіос Лаура Монтальво | 4–6, 6–3, 6–2           |
| Перемога  | 6.   | 15 вересня 1997   | Сантьяго, Чилі                  | Ґрунт    | Аліенор Трісеррі   | Маріана Лопес Паласіос Лаура Монтальво | 6–4, 6–3                |
| Перемога  | 7.   | 6 жовтня 1997     | Монтевідео, Уругвай             | Ґрунт    | Паула Раседо       | Лаура Берналь Ванесса Менга            | 6–1, 4–6, 6–4           |
| Поразка   | 5.   | 18 жовтня 1997    | Асунсьйон, Парагвай             | Ґрунт    | Паула Раседо       | Ларісса Шерер Ванесса Менга            | w/o                     |
| Поразка   | 6.   | 10 листопада 1997 | Ріо-де-Жанейро, Бразилія        | Ґрунт    | Паула Раседо       | Патрісія Маркова Зузана Валекова       | 0–6, 7–6(4–7), 2–6      |
| Поразка   | 7.   | 23 березня 1998   | Корова, Австралія               | Трава    | Хотта Томое        | Ліза Макші Алісія Молік                | 0–6, 0–6                |
| Перемога  | 8.   | 27 квітня 1998    | Кебулче, Австралія              | Ґрунт    | Ліза Макші         | Мелісса Бідмен Бріанн Стюарт           | 2–6, 7–6(7–5), 7–5      |
| Перемога  | 9.   | 10 травня 1998    | Меріборо (Квінсленд), Австралія | Ґрунт    | Ліза Макші         | Сувімол Дуанчань Марісса Нірой         | 6–4, 6–0                |
| Перемога  | 10.  | 10 серпня 1998    | Коксейде, Бельгія               | Ґрунт    | Лусіана Масанте    | Лотті Селен Катарина Валкьова          | 6–3, 7–5                |
| Поразка   | 8.   | 11 липня 1999     | Дармштадт, Німеччина            | Ґрунт    | Людмила Ріхтерова  | Петра Мандула Тетяна Пучек             | 3–6, 1–6                |